# 费希尔 (路易斯安那州)
费希尔（英語：Fisher），是美国路易斯安那州下属的一座村镇。根据2010年美国人口普查，该市有人口230人。建置上，属于“village”。